# Diabolka

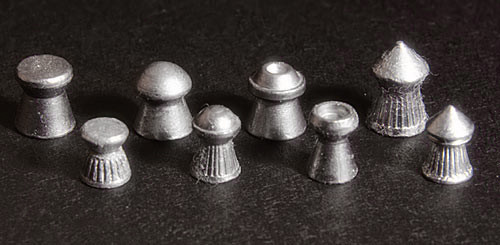
Různé tvary diabolek. Nahoře ráže 5.5 mm, dole 4.5 mm.

Diabolka je střela určená pro plynové střelné zbraně, například vzduchovky. Někdy bývá pro její označení používán výraz střela Diabolo. Obvyklým materiálem pro výrobu diabolek je olovo nebo jeho slitiny. Při výrobě některých diabolek se také používá ocel a plasty, obvykle v kombinaci s olovem. Vyrábí se i olověné diabolky pokryté na povrchu mědí.

## Historie
Předtím, než se objevila diabolka, bylo vyráběno a patentováno několik střel na podobném principu. Přestože se střely odpovídající dnešním diabolkám vyskytly už kolem roku 1905, byl patent na klasickou diabolu podán Lincolnem Jeffrisem až v roce 1906. Od roku 1908 začíná britská společnost Kynoch s prodejem tří různých typů diabolek ve dvou rážích .177 a .25. V Německu se od roku 1910 prodává diabolo Adler. Zároveň dochází k unifikaci ráží na 4,4 mm, 4,5 mm, 5,5 mm, 6,5 mm. V Británii to jsou pak ráže .177, .22, .25. Odlišný typ diabolky si roku 1929 patentoval konstruktér Lane. Měla tři vodící žebra a vyšší hmotnost. Tento typ se uplatnil v SSSR a Japonsku.

## Tvar a stabilizace střely
Střela Diabolo má charakteristický tvar, na průřezu podobný písmenu X. Je tak vedena a těsněna ve vývrtu hlavně ve dvou plochách, jednou vpředu a druhou vzadu. Existují ale i jiné varianty vedené ve více plochách. Střela diabolo je v hlavni utěsněna lépe než kulatý brok, který bývá také používán pro střelbu ze vzduchovek.
Střela Diabolo je stabilizována na základě šípového principu. Šípový princip stabilizuje let střely tím, že její těžiště je posunuto dopředu.  Poloha těžiště běžných diabolek je cca v jedné třetině jejich délky.
Diabolka může být navíc stabilizována i na základě gyroskopického principu. Gyroskopický princip stabilizuje střelu tak, že je jí udělena rotace okolo podélné osy.  Tato stabilizace je ale dána konstrukcí použité zbraně, nejčastěji pomocí drážek vytvořených do vnitřní válcové plochy vývrtu hlavně.

## Ráže
Obvyklé ráže zbraní pro kteréch bývá střela Diabolo vyráběna, jsou:
- 4,5 mm (.177)
- 5,5 mm (.22)
- 6,35 mm (.25)
- 7,62 mm (.30)
- 9 mm (.357)

Do hlavně je u plynových zbraní vkládána jen střela. Plynové zbraně pracují s významně nižší energií než palné střelné zbraně. Zbraně, pro které jsou diabolky vyráběny, se často používají pro přesnou terčovou, často soutěžní střelbu. Výrobci chtějí vyrábět ideální a přesné střelivo pro konkrétní zbraně a umožnit dosahovat dobrou přesnost střelby.
Protože průměry vodící části vývrtů hlavní mají své výrobní tolerance, vyrábí se diabolo střely pro jednu konkrétní ráži zbraně s několika různými odstupňovanými průměry. Například pro zbraň ráže 4,5 mm lze najít na trhu diabolky s průměry od 4,49 mm až do 4,53 mm odstupňované po 0,01 mm. Výrobci tyto diabolky označují jako ráži 4,49 mm atd. tedy podle jejich skutečného průměru. V tomto smyslu není uváděná ráže diabolek pojímána v obvyklém smyslu pojmu ráže (smluvní označení shodné pro zbraň a střelivo), ale jde o skutečný průměr střely.
Další ráže jsou:
- 4,48 mm
- 4,49 mm
- 4,51 mm
- 4,52 mm
- 4,53 mm
- 5,10 mm

## Výrobci
- Gamo – španělský výrobce vzduchovek a jejich příslušenství, celosvětově největší prodejce diabola na světě
- JSB Match Diabolo – firmu roku 1991 založil v Bohumíně Josef Schulz, střelec a trenér, který se začal věnovat inovacím a vývoji střeliva, JSB dnes bývá považována střelci i odbornou veřejností za nejkvalitnější diabolo, z Bohumína se vyváží diabolky do pěti desítek zemí po světě, jsou oblíbené u vzduchovkářů i sportovních střelců, kdy se s nimi pravidelně střílí na světových pohárech, mistrovstvích i olympiádách
- Kovohutě Příbram – samotná firma existuje od 1786, kdy se na jejím místě začíná stavět huť, firma vyrábí olověné broky i diabolky do vzduchovky, a to již od 70. let 20. století, významné trhy, na které Kovohutě Příbram střelivo exportují, představuje Německo, Polsko, Slovensko, Maďarsko a Kanada, kromě produkce střeliva se společnost věnuje zpracování a recyklaci olověných odpadů, odpadů obsahujících drahé kovy a elektroodpadů
- Kvintor – ruský výrobce vzduchovkového střeliva a terčů
- Skenco – maďarský emigrant Tony Szemerei žijící od roku 1956 v USA, roku 1989 založil v Maďarsku firmu Elko specializující se na střelivo do vzduchovek pod značkou Elko, v tom samém roku 1989 založil v USA společnost Skenco, pro kterou Elko vyrábí
- Umarex – německá značka založená roku 1972, koncern kromě střeliva vyrábí volně prodejné zbraně, airsoftové zbraně, optiku pro zbraně, kuše, praky, taktické vybavení jako rukavice, pouta, baterky či prostředky na sebeobranu
- Walther – německý výrobce vzduchovek, střeliva a nožů, firmu založil puškař Carl Walther, proslavil ji jeho nejstarší syn Fritz, který roku 1929 zkonstruoval pistoli Walther PP (Walther Polizei Pistol)

## Druhy diabolek
Diabolo lze dělit dle velikosti, funkce či tvaru. Právě tvar bývá při výběru považován za zásadní.

### Diabolka se špičatou hlavičkou
Díky špičaté hlavičce má tento typ vynikající aerodynamiku a velkou průbojnost. Ztráta energie při letu je tak nejnižší se všech diabolek. Diabolka se špičatou hlavičkou je méně přesná než rozšířenější diabola s kulatou hlavičkou. Uplatní se zejména při destrukční a lovecké střelbě.

### Diabolka s plochou hlavičkou
Oblíbený druh pro svou přesnost. Používá se na sportovní a terčovou střelbu. Díky svému tvaru vytrhne do papírového terče přesné kolečko, což je plus při odečítání výsledků. Nevýhodu pak činí horší aerodynamické vlastnosti, kdy plochá diabola rychle ztrácí energii při letu. Z tohoto důvodu je použitelná jen na kratší vzdálenosti.

### Diabolka s půlkulatou hlavičkou
Univerzální diabola pro každé použití. Je tedy vhodná na sportovní terčovou střelbu i na lov. Aerodynamika je lepší než u ploché hlavičky, půlkulaté hlavy tedy při letu ztrácí méně energie než ty ploché. Zároveň mohou velmi přesné. To platí ale jen pro kvalitní a dražší výrobky.

### Diabolka s dutou hlavičkou
Diabolka, která je primárně určená pro lov. Má vysokou dopadovou energii a destrukční účinky v živém těle. Ze všech druhů jsou nejméně přesné. V některých zemích jsou zakázané.

## Speciální diabolky
Jsou vyráběny i diabolky s výbušným efektem. Příkladem jsou Diabolky Explozive Blik vyráběné ruskou firmou Kvintor. Diabolka je vyrobena z plastu. V jejím těle je výbušná náplň a brok.